# Marina Comas i Oller
Marina Comas i Oller (Santa Maria de Besora, 1 de setembre de 1996) és un actriu catalana.

## Biografia
Va debutar al cinema als 14 anys amb Pa negre, pel·lícula dirigida per Agustí Villaronga i basada en la novel·la homònima d'Emili Teixidor interpretant el personatge de la Núria, interpretació que li va merèixer el Premi Goya a l'actriu revelació a l'edició de 2011 i el Premi Gaudí a la millor actriu secundària. L'any 2011 va participar en la pel·lícula de TV3 Terra Baixa. Recentment ha protagonitzat amb Àlex Monner i Albert Baró la pel·lícula Els nens salvatges, de Patricia Ferreira, guanyadora de la Bisnaga d'Or a la millor pel·lícula al festival de cine de Màlaga.

## Filmografia
| Any  | Pel·lícula           | Personatge | Direcció                            |
| ---- | -------------------- | ---------- | ----------------------------------- |
| 2010 | Pa negre             | Núria      | Agustí Villaronga                   |
| 2011 | REM (curt)           | Alicia     | Javier Ferreiro María Sosa Betancor |
| 2012 | Els nens salvatges   | Oki        | Patricia Ferreira                   |
| 2013 | Canguro (curt)       | Laura      | Pau Cabarrocas                      |
| 2014 | El Cafè de la Marina | Rosa       | Sílvia Munt                         |

## Televisió
| Any  | Sèrie              | Personatge | Cadena |
| ---- | ------------------ | ---------- | ------ |
| 2011 | Terra baixa        | Nuri       | TV3    |
| 2012 | Polseres vermelles | Núria      | TV3    |
| 2014 | La Riera           | Candela    | TV3    |
| 2016 | La Riera           | Candela    | TV3    |

## Premis i nominacions
Premis Gaudí
| Any  | Categoria                | Pel·lícula         | Resultat   |
| ---- | ------------------------ | ------------------ | ---------- |
| 2011 | Millor actriu secundària | Pa negre           | Guanyadora |
| 2013 | Millor actriu            | Els nens salvatges | Nominada   |

Premis Goya
| Any  | Categoria                         | Pel·lícula | Resultat   |
| ---- | --------------------------------- | ---------- | ---------- |
| 2011 | Goya a la millor actriu revelació | Pa negre   | Guanyadora |